# 21001 Trogrlic
21001 Trogrlic è un asteroide areosecante. Scoperto nel 1987, presenta un'orbita caratterizzata da un semiasse maggiore pari a 2,3284572 UA e da un'eccentricità di 0,3201663, inclinata di 21,52760° rispetto all'eclittica.
L'asteroide è dedicato all'omonima famiglia che costituisce il ramo materno dell'albero genealogico dello scopritore. In particolare a Yvan, Marie, Emilienne, Jean, Yvonne e Liliane, rispettivamente nonno, nonna, madre e zii dello scopritore. 